# Les Légendes de Khasak
Les Légendes de Khasak (en malayalam : ഖസാക്കിന്റെ ഇതിഹാസം, Khasakkinte Itihasam) est un roman écrit en malayalam par O.V. Vijayan (1930-2005), paru en 1968.

## Résumé
Le roman raconte l’histoire d’un jeune étudiant à l’université, qui laisse un avenir prometteur pour occuper le poste d’enseignant du primaire dans un village isolé. Le roman est caractérisé par l'inclusion concrète d'éléments mythiques dans une fiction apparemment réaliste (réalisme magique,). Le roman est souvent associé à la désillusion générale du mouvement communiste au Kerala dans les années 1960.
Publié pour la première fois en 1968 et encensé par la critique, ce roman a marqué un tournant décisif dans l'histoire de la littérature indienne et consacré O. V. Vijayan comme l'un des plus grands écrivains indiens du XXe siècle. Le roman a été traduit en français par Dominique Vitalyos.
Le roman a été « traduit » en anglais par Vijayan en 1994. Cette version de 1994 diffère considérablement de l'original indien.

## Personnages
- Ravi : le nouvel enseignant d'école élémentaire de Khasak
- Madhavan Nair : le compagnon de Ravi dans le village
- Allappicha "Mollakka" : le professeur de la madrasa du village et le muezzin de la mosquée
- Nizam Ali "Khaliyar" : le jeune mystique du village
- Maimuna : fille de Allappicha "Mollakka"
- Tevarattu Shivaraman Nair : un riche propriétaire dans le village
- Appu ("Appukkili") : un homme déformé dans le village.
- Padma : l'ex-petite amie de Ravi
- Sheik Syed Miyan, Tangal : le fondateur légendaire de la communauté islamique de Khasak.